# Cais das Esfinges

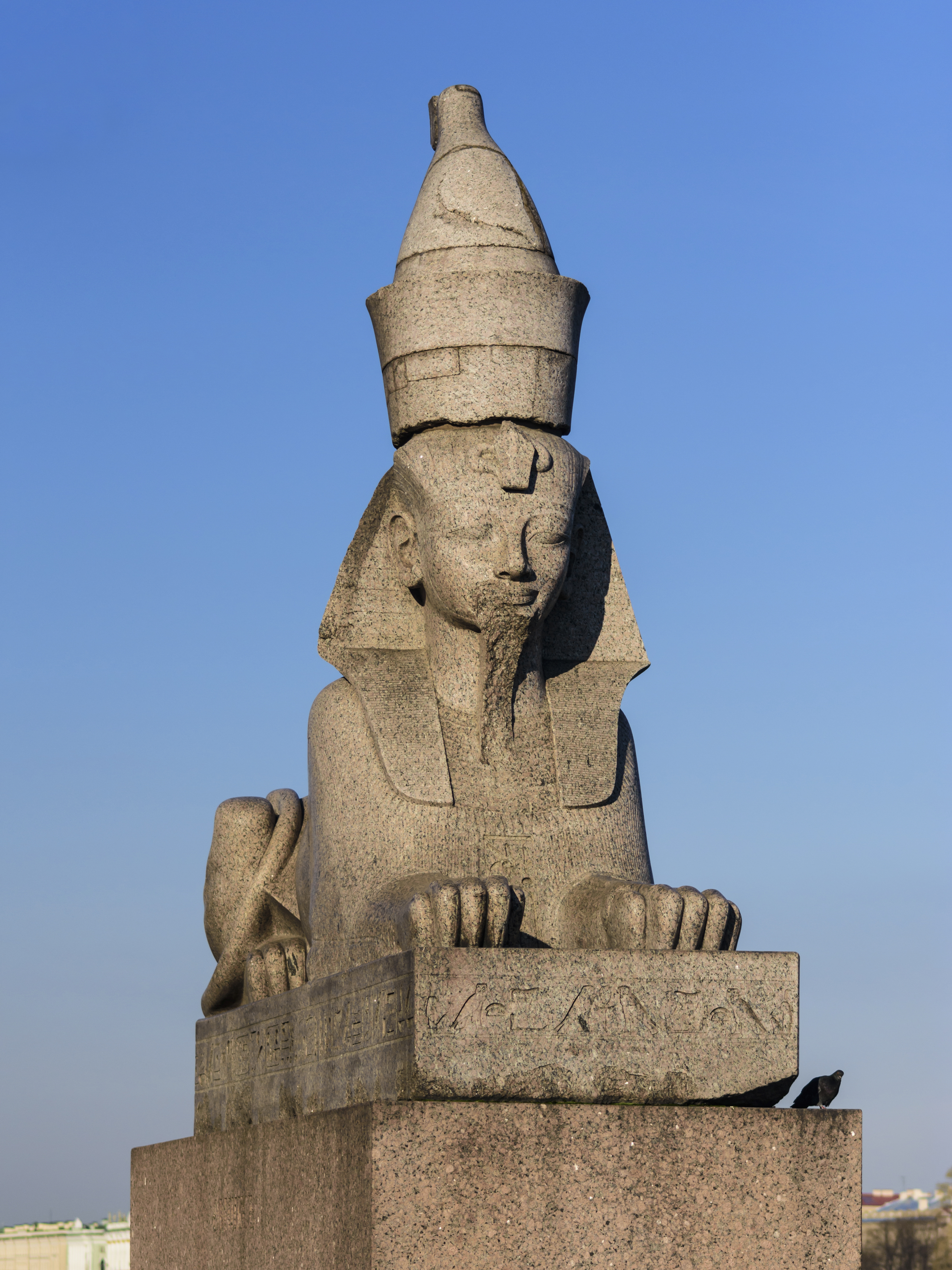
Uma das esfinges egípcias no cais.

O Cais das Esfinges (em russo: Сфинксы на Университетской набережной, literalmente Esfinges no Cais da Universidade) é um cais no Terrapleno de Universitetskaya em São Petersburgo, em frente à Academia de Artes da Rússia. É notável pelas duas esfinges antigas que foram trazidas do Egito para a Rússia no auge da Egitomania em 1832. O cais foi concluído em 1834.

## História

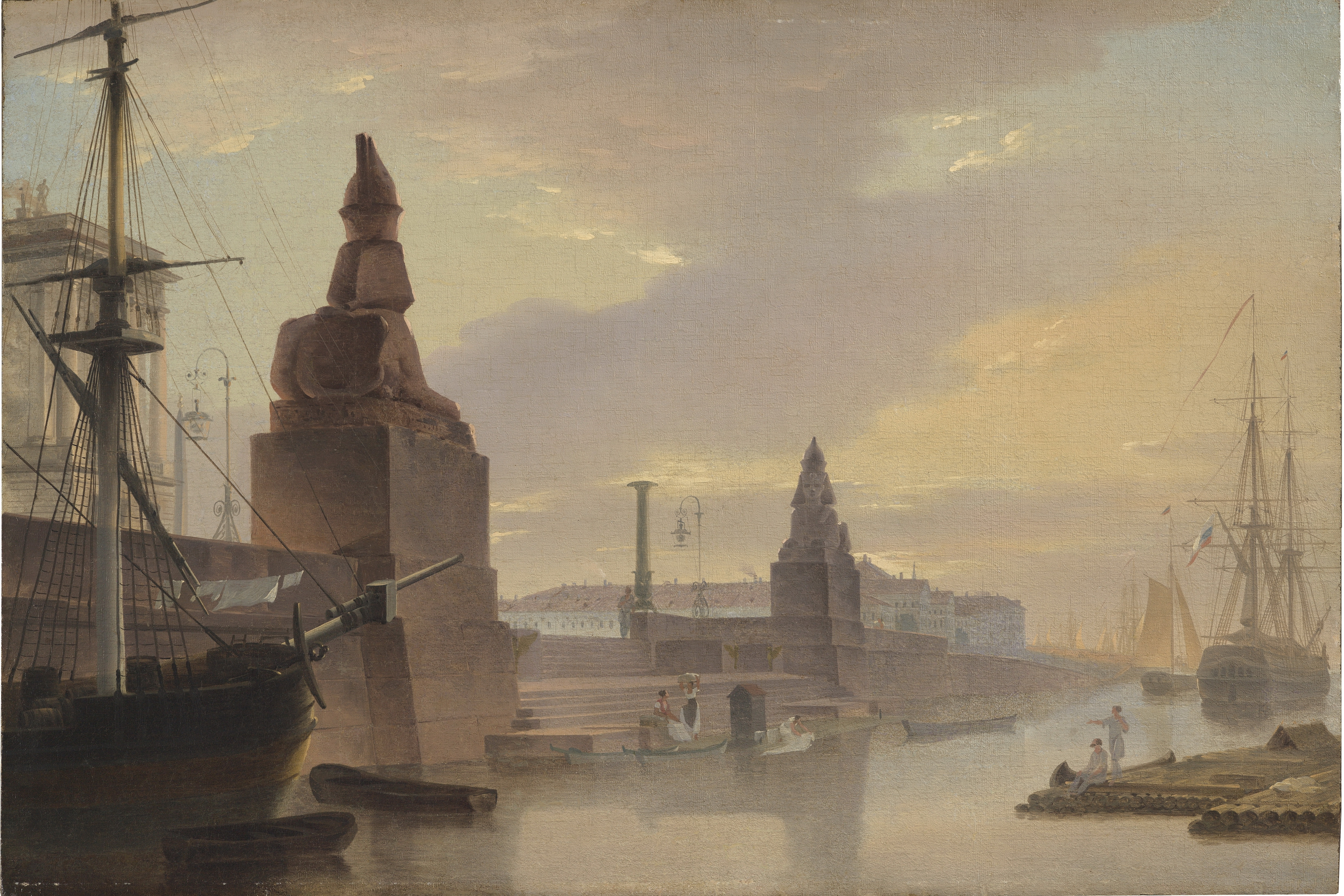
Esfinges alinhadas no cais em frente à Academia de Artes de São Petersburgo, de Maxim Vorobiev (1835)

A aquisição de esfinges no Terrapleno de Universitetskaya, em frente à Academia de Artes, em São Petersburgo, é creditada a Andrei Muravyov, que em 1830 estava indo em peregrinação a lugares sagrados. Em Alexandria, ele viu as esfinges, que foram colocadas à venda. Esculturas antigas o impressionaram tanto que ele imediatamente enviou uma carta ao embaixador russo, na qual se propunha a adquiri-las. Da embaixada, a carta foi enviada a São Petersburgo. Lá seu receptor, Nicolau I, redirecionou a mensagem para a então Academia Imperial de Artes. No final, tal compra foi considerada conveniente, mas enquanto as questões burocráticas estavam sendo resolvidas, o proprietário decidiu vender as esfinges para a França. Somente por causa da Revolução Francesa, as esfinges foram finalmente destinadas a São Petersburgo, em 1832.
Nos primeiros dois anos elas foram alocadas no pátio da Academia de Artes. Nesse meio tempo, foi criado um píer específico para as esfinges num aterro em frente a Academia, projetado pelo arquiteto Konstantin Ton. As esfinges ocuparam seus lugares à beira-mar em 1834.

## Esfinges
As Esfinges de São Petersburgo têm cerca de 3500 anos. Elas são feitos de sienito e inicialmente ficavam em frente a um templo, que foi construído no Egito próximo a Tebas (Luxor) para o faraó Amenófis III da 18ª dinastia egípcia. Seus rostos são retratos de Amenófis III e a forma de seus chapéus (coroas "pa shemti") indicam que ele era o governante de dois reinos - o Alto Egito e o Baixo Egito. As esfinges pesam cerca de 23 toneladas cada.